# The Scarlet Empress
The Scarlet Empress is een Amerikaanse dramafilm uit 1934 onder regie van Josef von Sternberg. Destijds werd de film uitgebracht onder de titel Tsarina van Rusland.

## Verhaal
De Duitse prinses Sophia Augusta Frederika wordt uitgehuwelijk aan grootvorst Peter van Rusland. Ze vindt hem echter afstotelijk en moet zorgen voor een minnaar om zwanger te worden. Tijdens een oorlog wordt haar man gedwongen om afstand te doen van de troon ten gunste van haar. Ze zal de Russische geschiedenis ingaan als Catharina de Grote.

## Rolverdeling
| Acteur                       | Personage                     |
| ---------------------------- | ----------------------------- |
| Marlene Dietrich             | Keizerin Catharina II         |
| John Lodge                   | Graaf Aleksej Razoemovski     |
| Sam Jaffe                    | Grootvorst Peter              |
| Louise Dresser               | Keizerin Elisabeth            |
| C. Aubrey Smith              | Prins August                  |
| Gavin Gordon                 | Kapitein Grigori Orlov        |
| Olive Tell                   | Prinses Johanna Elisabeth     |
| Ruthelma Stevens             | Elizaveta Vorontsova          |
| Davison Clark                | Archimandriet Simeon Todorski |
| Erville Alderson             | Kanselier Aleksej Bestoezjev  |
| Philip Sleeman               | Jean Arman de Lestocq         |
| Marie Wells                  | Marie Tsjoglokov              |
| Hans Heinrich von Twardowski | Ivan Sjoevalov                |
| Gerald Fielding              | Luitenant Dmitri              |
| Maria Riva                   | Sophia als kind               |